# Dína a Šekem
Jména biblických postav v Gn 30-34. Dína byla dcerou Jákoba a Lii, jež provázela svého otce z Mezopotámie do země kananejské [Gn 30,21]. V zemi ji znásilnil Šekem (kral. Sichem), syn Emora Hevejského, kananejského vládce. [Gn 34] Sichem nabízel obvyklé zadostučinění, chtěje Dínu pojmout za manželku a jejímu otci zaplatit za nevěstu. Emor však nabídl spojenectví obou kmenů, spříznění a navázání vzájemného obchodu. Synové Jákobovi Simeon a Leví, toužíce po přísné pomstě, na oko přistoupili na tuto nabídku a žádali, aby se šekemští obřezali. Oni na to přistoupili. Třetího dne však, když byli neschopni boje, byli přepadeni Simeonem a Levím, město ukořistěno a všichni muži povražděni. Jákob tento čin příkře zavrhl [Gn 34,30] a odsoudil jej ještě na smrtelném loži [Gn 49,5-7]. 